# ギュメ学堂
ギュメ学堂（ギュメがくどう、チベット語：རྒྱུད་སྨད་གྲྭ་ཚང་།、ワイリー方式：rGyud smad grwa tshang、英語：Gyudmed Tantric University、中国語：下密院。1433年 - 現在）は、ゲルク派を代表する最も中心的な密教僧院のうちの1つ。

## 概要
ギュメ学堂は、チベット仏教最大の宗派であるゲルク派の開祖、聖ツォンカパ（Tsong kha pa、1357-1419）の直弟子、尊者シェーラプ・センゲ（shes rab seng+ge、1383-1445）によって、密教を伝承するために、1433年に設立された。
現在は、チベットのラサにあるもとの学堂と、亡命した南インドカルナータカ州マイソール地区フンスール・タルクのラプギェー・リンチベット人入植地内に位置する学堂の二つがあり、密教を中心とした仏教の教育・研究・修行が行われている。かつて、ギュメ学堂は、場所への執着を避けるため一箇所に定住しなかった。厳しい僧院、修行道場として知られている。
ギュトゥー学堂（rGyud stod grwa tshang）とともに、ゲルク派内の上下二大密教学堂（rgyud grwa stod smad gnyis）に数えられ、ゲルク派密教の総本山に近い役割を持つ。日本語では、ギュメ寺、ギュメ密教学堂、ギュメ密教大学、ギュメー密教学院と呼ばれることがあり、表記に揺れがある。チベット語では、単に rGyud smad（ギュメー）と呼ばれる他、dPal ldang smad rgyud grwa tshang（「具吉祥下密学堂」の意） や gSang chen rgyud smad grwa tshang（大秘密下密学堂」の意）とも呼ばれる。

## 歴史

### 起源
1419年秋に、聖ツォンカパがセラ・チュー・ディン（se ra chos sdings）にいたとき、『秘密集会タントラ』に対して自身が著した『四注集成』（'Grel ba bzhi sbrags）を手に持って、「ཁྱེད་ཅག་མཁས་པ་རྣམས་ཀྱི་ཁྲོད་ན་དཔལ་གསང་བ་འདུས་པའི་རྒྱུད་ཀྱི་བཤད་སྲོལ་འཛིན་ནུས་པ་སུ་ཡོད་དམ།（あなたたち賢者のたちのうちで、吉祥秘密集会タントラの注釈伝統を保つことのできるものは、誰かいるか」と尋ねたが、そこにいたすべての者たちはまったく応答出来なかった。
しかし、その時、尊者シェーラプ・センゲは立ち上がって、三度の礼拝をして、「དེ་ལྟ་བུ་བདག་གིས་བགྱིའོ།（まさに私がいたしましょう）」と応えた。聖ツォンカパは心から喜び、加持を込めた秘密集会の仏像と『四注集成』と内供のカパーラなどを与えて、彼を密教の後継者とした。
その後、まず最初に、ツァン地方のセンゲ・ツェ・セ・ギュ（seng ge rtse srad rgyud）というところに行って、ドゥル・ナクパ・ペル・デン・サンポ（'Dul nag pa dpal ldan bzang po）にタントラを説かねばならないと助言した。セー・リン・チェン・ツェ・パ（srad rin chen rtse pa）が施主となって、セー・ガンデン・ポタン（srad dga' ldan pho brang）において、多くの賢者にタントラと注釈と口伝を説いた。トゥー・ギュ（bstod rgyud）あるいはセー・ギュ（srad rgyud）として名高い素晴らしい真言学院が建てられた。
その後、1433年に、ケートゥプ・ジェ（mKhas grub rje、1385-1438）によるウ地方にもタントラを浸透させる必要があるという助言に従って、尊者シェーラプ・センゲはウ・ツァンに行き、自身の弟子を多く集め、その年に、ギュメ学堂をラサに設立し、ラサにタントラの説・聞を根付かせた。尊者シェーラプ・センゲは13年間、初代僧院長を勤めた。その後、ギュメ学堂は、ジンパ・ペル阿闍梨（sLo dpon sbyin pa dpal）に引き継がれた。

### インドへの亡命
中国によるチベット侵攻に伴って、ギュメ学堂のうち150名の僧侶が、1959年のダライ・ラマ14世（1935-）の亡命とともにインドに渡る。最初は、北インドのダルホージーに一時的に僧院を再建した。1972年に、カルナータカ州の助力により南インドのグルプラの現在の地に移転する。現在は、500名の僧侶を抱える僧院となっている。
現在の所在地は、Tibetan Settlement, P.O.Gurupura - 571105, Hunsur Taluk, Mysore Dist. Karnataka State, India. である。なお、滞在するにはギュメ学堂から事前に許可を得る必要がある上に、パスポートとビザに加えて、遅くとも渡航の1ヶ月前にインド内務省にPAP（Protected Area Permit）の申請を行い、許可を受ける必要がある。

## 学習カリキュラム
ガンデン寺、セラ寺、デプン寺といった顕教を中心として僧院で所定の学習項目を終え、問答試験に合格したゲシェー（仏教博士）は通常1年から2年ギュメ学堂ないしギュトゥー学堂に密教を学びに訪れる。
ゲシェー以外にも、元々ギュメ学堂に入った学僧は、16年制のカリキュラムを修了し、ガランパ（sngags rams pa）の学位を取得する。この16年制のカリキュラムの歴史は、亡命以降に出来たものである。1982年のリゾン・リンポチェ（ri rdzong rin po che）とロサン・ティンレー（blo bzang 'phrin las）の顕教学校に端を発し、1991年の管長ティンレー・トプゲー（'phrin las stobs rgyas）の施主集めの尽力により、教育機関としての大学校（slob gnyer khang chen mo）が完成した。カリキュラムの仔細はダライ・ラマ14世の助言により構成されている。
16年制のカリキュラムは以下の通りである。
- ドゥラ小学級（bsdus chung 'dzin grwa）
- ドゥラ中学級（bsdus 'bring 'dzin grwa）
- 因明学級（rtags rigs 'dzin grwa）
- 般若学級1年（phar phyin dang po）
- 般若学級2年（phar phyin gnyis pa）
- 般若学級3年（phar phyin gsum pa）
- 般若学級4年（phar phyin bzhi pa）
- 密教地道学級（sngags sa lam）
- 中観新学級（dbu ma gsar ba）
- 中観古学級（dbu ma rnying ba）
- 律・倶舎学級（mdzod 'dul）
- ティカ小学級（TIkka chung ba）
- ティカ大学級1年（TIkka dang po）
- ティカ大学級2年（TIkka gnyis pa）
- ティカ大学級3年（TIkka gsum pa）
- ガランパ学級（sngags rams pa 'dzin grwa）

ドゥラ小学級、ドゥラ中学級、因明学級では『ヨンジンドゥラ（yongs 'dzin bsdus grwa）』を使用する。般若学級では、綱要書（grub don sa gsum）と『了義・未了義（drang nges）』を使用する。密教地道学級では密教の『地道（sa lam）』を使用する。この『地道（sa lam）』は平岡宏一によって2018年に『秘密集会タントラ概論』（法蔵館）として日本語訳と研究が出版されている。中観学級は、『密意明解（dgons pa rab gsal）』を扱う。律・倶舎は、現代のダライ・ラマ14世とゲンドゥン・ドゥプの注釈を扱う。ティカ小学級は、『ティカ（TIkka）』の第一章、『真言道次第論（sngags rim chen mo）』の5-11章を扱う。ティカ大学級1年では、『真言道次第論』の残りを扱う。ティカ大学級2年では、『生起次第悉地の海（bskyed rim dngos grub rgya mtsho）』と密教の戒を学ぶ。ティカ大学級3年では、『ティカ』の2章以降と、『五次第明燈（rim lnga gsal sgron）』を扱う。ガランパ学級では、『五次第明燈』の続きを扱う。

## 組織

### 寮
かつては、ギュメ学堂には、寮（kang tshan）が5つ存在した。現在は、僧坊（grwa shag）は複数存在するが、かつての寮のように別れていない。しかし、ギュメ学堂の僧侶は名乗るとき、たとえば「ギュメ・セルコン・ガランパ・ツェリン・プンツォー（rgyud smad gser skong sngags rams pa tshe ring phun tshogs、「ギュメ学堂セルコン寮のガランパであるツェリンプンツォー」の意）」などと言い、どこの寮に属しているかといった事柄は名目上存在している。
- アムド寮（a mdo khang tshan）
- ツァワ寮（tsha ba khang tshan）
- ギェルロン寮（rgyal rong khang tshan）
- セルコン寮（ser kong khang tshan）
- テホル寮（tre hor khang tshan）

## 歴代管長
- 初代管長シェーラプ・センゲ（shes rab seng+ge）

## ギュメ学堂付設の雪国学校
ダライ・ラマ14世がギュメ学堂に、2007年に訪問した際に、インドにおいて仏教とチベット仏教文化を学べる施設の開校、性別・人種・年齢・カースト制・国籍などの関係なく、俗人も尼僧も誰もが自由に入学可能な学校にするようにという提案をした。それに基づき、School of Snow（雪国学校）が開設された。近代的な設備を兼ね備え、留学者の受け入れが可能である。

## 日本との関わり
清風学園理事長の平岡英信は長年ギュメ学堂の施主をしており、2024年、その死に際してギュメ学堂は法要を行った。清風高校校長・種智院大学客員教授の平岡宏一は、1988年に日本人として初めてギュメ学堂に留学し、非チベット人としては初めてCERTIFICATEをギュメ学堂から受けた。高野山大学特任教授でデプン寺・ロセリン学堂出身のゲシェー・テンジン・ウッセルは2014年にギュメ学堂での密教の修学を修了した。テンジン・ケンツェ（板野弘映）は、2017年にギュメ学堂に留学し、日本人でありながらも、ギュメ学堂で学んだ正式な比丘となった。西澤昭男監督は、ギュメ学堂をテーマとして、ドキュメンタリー映画『ギュメ寺は祈っている』を撮影し、2008年に公開された。

## 映画化
- ドキュメンタリー映画『ギュメ寺は祈っている』（2007年、西澤昭男監督）。

## 関連文献
蔵文
- 『ギュメ全集』（rgyud smad nyams bzhes）（チベット語）https://legacy.tbrc.org/?locale=bo&fbclid=IwAR0UAqj8SXyujiRmpVOxRxGGA1fQ9H01HX39ul8wL0iOeUNlmYOz5o4lcsY#!rid=W3CN622
- བྱང་རྩེ་ཆོས་རྗེ་འབྲས་ཚ་བློ་བཟང་ཉི་མ།, གསང་ཆེན་དཔལ་ལྡན་སྨད་རྒྱུད་པའི་ཆོས་འབྱུང་གཡའ་དག་འཕྲུལ་གྱི་མེ་ལོང་།, རྒྱུད་སྨད་དཔེ་མཛོད།, ཕྱི་ལོ་༢༠༡༨ །།
- རྒྱུད་སྨད་གསེར་སྐོང་སྔགས་རམས་པ་ཚེ་རིང་ཕུན་ཚོགས།, རྗེ་བཚུན་ཤེས་རབ་སེང་གེའི་རྣམ་ཐར་དད་གསུམ་པད་མོ་བཞད་པའི་ཉིན་བྱེད།, སྒྱུད་སྨད་དཔེ་མཛོད།, ཕྱི་ལོ་༢༠༢༢ །།

和文
- 平岡宏一『秘密集会タントラ概論』法蔵館、2018年3月。ISBN 978-4-8318-6370-6。